# Чумак Дмитро Сергійович
Дмитро́ Сергі́йович Чума́к (26 листопада 1985 — 15 лютого 2015) — солдат Збройних сил України, учасник російсько-української війни.

## Життєвий шлях
Народився у місті Будапешт в родині військовослужбовця. 2000 року закінчив 9 класів білоцерківської ЗОШ № 11. Протягом 2004—2005 років проходив строкову службу в лавах ЗСУ.
Червнем 2014-го рушив добровольцем на фронт, стрілець батальйону «Київська Русь», помічник гранатометника гранатометного відділення взводу вогневої підтримки мотопіхотної роти.
Восени 2014 року зазнав осколкового осколкового поранення в руку. Не пройшовши весь курс лікування, наприкінці листопада знову вирушив на передову.
Загинув 15 лютого 2015-го від кульового поранення під Дебальцевим — бійці 25-го батальйону невеликими групами намагалися вирватися під обстрілом терористів.
Тіло Дмитра змогли знайти у березні, 13 березня провели в останню путь у Білій Церкві; похований на Алеї Слави кладовища Сухий Яр.
Без сина лишився батько.

## Нагороди та вшанування
- Указом Президента України № 103/2016 від 21 березня 2016 року — орденом «За мужність» III ступеня (посмертно)[1]
- 7 грудня 2015 року в Білоцерківській ЗОШ № 11 відкрито меморіальну дошку випускнику школи Дмитрові Чумаку